# شهرستان فونای، کیوتو

شهرستان فونای، کیوتو (به ژاپنی: 船井郡 Funai-gun) یک بخش از استان کیوتو در ژاپن است. در سال ۲۰۰۶ جمعیت این بخش ۱۷٬۹۴۵ نفر بوده است.